# Slot Purmersteijn

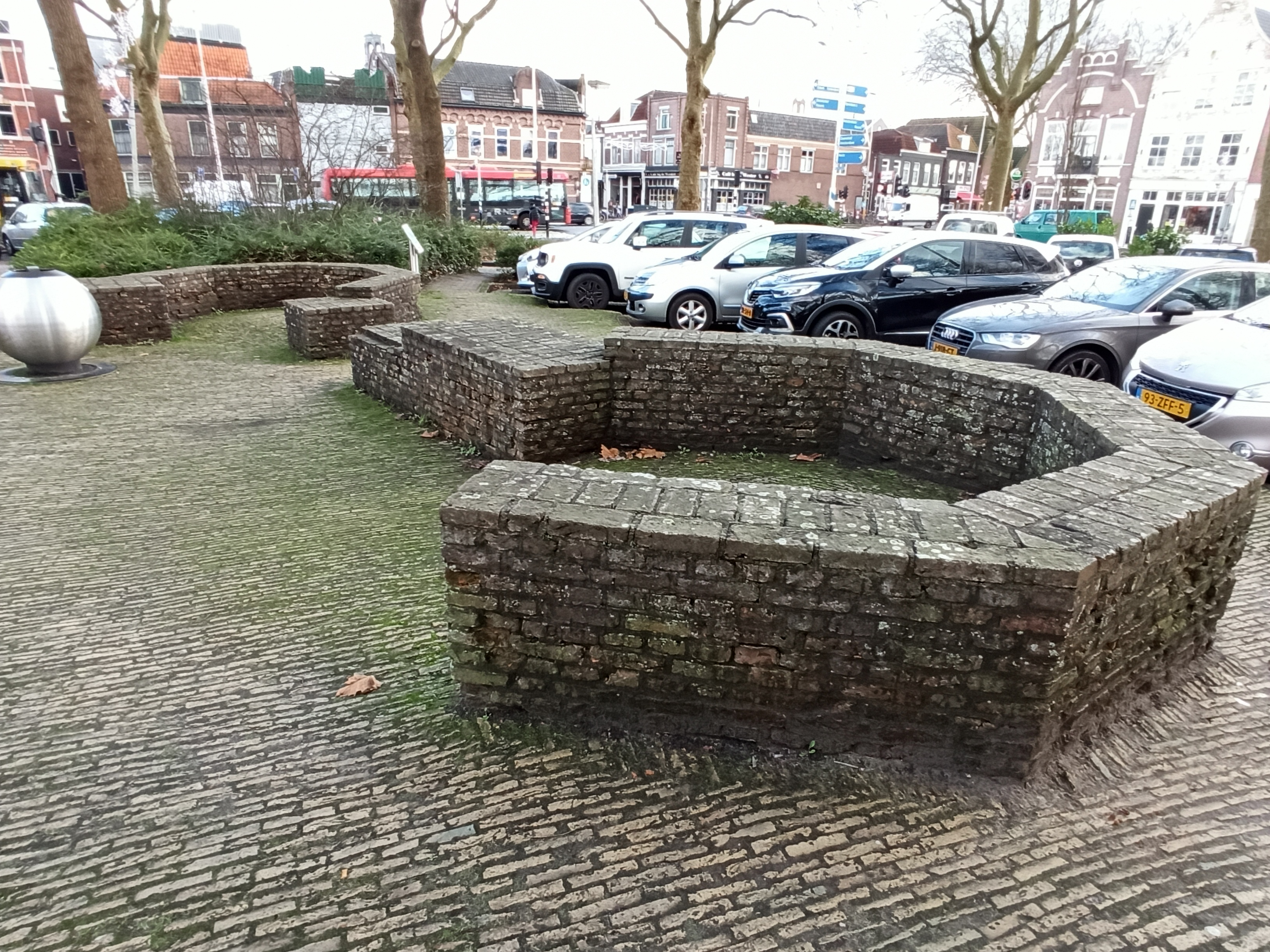
De locatie van de hoofdtoren op het Slotplein. De muurtjes zijn gebouwd na opgravingen in 1975

Slot Purmersteijn was een kasteel in Purmerend, in de Nederlandse provincie Noord-Holland.

## Bouw
Het slot werd gebouwd tussen 1410 en 1413 door Willem Eggert, de heer van Purmerend, Purmerland en Ilpendam. Het lag in het noordwesten van de stad nabij de Neckerpoort. Op een gravure van Frederik de Wit is slot Purmersteijn in detail weergegeven. Het slot werd als een vierkant opgetrokken met torens op de hoeken, volgens een bouwtype dat rond 1275 door de hoge adel was geïntroduceerd. De met twee achthoekige torens versterkte ingang was gericht op het zuiden. Het hoofdgebouw was aan de westzijde gesitueerd. Op de binnenplaats is een moestuin ingetekend. Eggert hechtte minder aan het militaire belang van zijn slot. Hij zag ervan af de muren vier meter dik te maken om kanonschoten te kunnen weerstaan en koos ervoor om de muren van het slot slechts een meter dik te maken.

## Hoekse en Kabeljauwse twisten
Slot Purmersteijn beleefde een roerige episode tijdens de Hoekse en Kabeljauwse twisten. Willem Eggert hoefde dit niet meer mee te maken en wist zich aan de machtsstrijd te onttrekken. Zijn zoon Jan moest echter wel partij kiezen toen hij in 1417 de hoge heerlijkheid van Purmerend, Purmerland en Ilpendam erfde. Jan Eggert zwoer trouw aan gravin Jacoba van Beieren en kwam daarmee in conflict met haar oom, hertog Jan van Beieren, die haar tegenstrever was. Jan van Beieren gaf opdracht aan de steden Edam en Monnickendam om Purmersteijn af te breken.
Jan Eggert werd de grond kennelijk te heet onder de voeten en hij verkocht de heerlijkheid rond 1420 aan zijn zwager, Gerrit van Zijl. Jan van Beieren drong in 1423 weer aan op de verwoesting van het slot. Hij beval de steden Monnickendam en Edam nogmaals om hem te helpen. De oorkonde sprak klare taal: Johan (Jan van Beieren) laten U weten dat met desen brieve onsen Scout, burgemeester, scepenen ende raden van Monnikedam ende van Yedam, hoe dat Heer Geryt van den Zyle onse vijande geweest heeft, ende dagelixs onse archste doet. Daarom hebben zij op te volgen den reeds gegeven, maar nog niet volbrachten last, om 't huys tot Purmerende neder te leggen ende breken.
In oktober 1423 veronderstelde Jan van Beieren dat zijn bevel was uitgevoerd. Hij schreef aan zijn zoon Jan, Bastaard van Beieren dattet 't huys tot Purmerende weder begrepen ende opgetymert worde. De Graaf wilde dat zijn zoon er zijn intrek nam maar ook Gerrit van Zijl bleef zijn rechten opeisen. Na de dood van Jan van Beieren in 1425 bedaarde de gemoederen en Jan de Bastaard erkende Gerrit van Zijl in 1428 als heer van Purmerend. Deze zou echter al zijn geld besteden aan het voeren van oorlog en zou uiteindelijk zijn heerlijkheid op 18 maart 1440 aan Jan II van Montfoort verkopen.
Hierna brak een periode aan waarin vooraanstaande adellijke families het slot bezaten. Achtereenvolgens waren dat afstammelingen van de Montfoorts, Volckesteijns en Egmonts. Purmersteijn verwelkomde in totaal dertien heren maar deze eigenaren van Purmersteijn bewoonden het slot niet en lieten zich er zelden zien.

## Verval

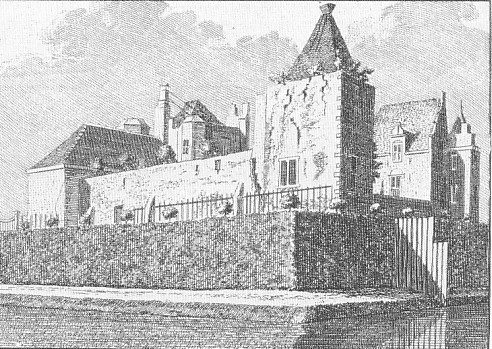
Achterzijde van Slot Purmersteijn, tekening uit 1726

In de 18e eeuw waren de Staten van Holland eigenaar van slot Purmersteijn. Bijna driekwart van de begroting van de Staten ging echter op aan rente op schulden zodat er niet veel geld overbleef voor onderhoud aan het slot. Hierdoor veranderde het slot langzamerhand in een bouwval hetgeen duidelijk werd toen vanaf de schans bij het slot kanonschoten werden afgevuurd ter viering van de Vrede van Utrecht (1713) waardoor de zuidoostelijke toren instortte. Tekeningen van na die tijd laten zien dat de toren door een nieuwe woonvleugel vervangen werd. Ook is zichtbaar dat de noordoostelijke toren flinke scheuren vertoonde.
Nadat in 1726 de laatste kastelein van Purmersteijn, Constantijn van Ruytenburg, overleden was, verklaarden de Staten van Holland het slot onbewoonbaar. De stad Purmerend stuurde de Staten daarop een verzoek om het slot te restaureren zodat het in ieder geval dienst zou kunnen doen als gevangenis. Het verrassende antwoord van de Staten was dat zij slot Purmersteijn aan de stad cadeau deden. Ondanks de erbarmelijke staat had slot Purmersteijn in zijn laatste jaren nog een bewoner. De Hoornse regentenzoon Meynard Albert Sonk de Vries zat er van 1733 tot zijn dood in 1737 opgesloten wegens homofilie.
Het stadsbestuur van Purmerend liet Purmersteijn uiteindelijk in 1741 afbreken. De stenen van de torens werden gebruikt om de grond onder de luifel van de kaaswaag te bestraten, het overige materiaal werd in partijen verkocht. Alleen de in 1701 gebouwde stallen, die nog in goede staat verkeerden, bleven staan. Ze werden in 1741 tot woning voor de schout ingericht. Later heeft dit huis nog jaren dienstgedaan als kaaspakhuis. In 1885 werd het tot drie woningen verbouwd. De oorspronkelijke stallen maakten in 1975 plaats voor een garagebedrijf.
Tegenwoordig herinnert het Slotplein in Purmerend nog aan het vroegere kasteel.

## Interieur
De enige beschrijving van het interieur van het slot is van de 19e-eeuwse schrijver B.A. Plemper van Balen. Hij omschreef in 1843 een vierkant bouwwerk, door muren omgeven, met op de vier hoeken hoge torens. De ingang werd door de twee achtkantige torens geflankeerd. Rond het slot liep een tien meter brede gracht, waarover een toegangsbrug gebouwd werd. Een grote poort leidde naar de binnenplaats, die met klinkers bestraat was. Hier werden vonnissen uitgesproken en terechtstellingen voltrokken. Links op het plein gaf een trap toegang tot het slot.
Purmersteijn had maar weinig woonvertrekken. De grootste zaal, vanwege de vloer ook wel de marmeren zaal genoemd, werd als ontvangstruimte gebruikt. De wanden waren wit gepleisterd. Het bruine plafond was versierd met slingers van loofwerk in geel opgetrokken, waartussen afbeeldingen van pauwen en papegaaien prijkten. Vier ramen boden het uitzicht naar het westen en het noorden, drie andere zagen op de binnenplaats en de slottuin uit. In de marmeren zaal gaven een paar grote vleugeldeuren toegang tot de nieuwe zaal en de Prinsenzaal. Deze zaal dankte haar naam aan een bezoek in 1612 van de prinsen Maurits en Frederik Hendrik aan de pas drooggemalen Beemster. Willem II werd er in 1650 ontvangen. Rechts van de stenen trap bevonden zich keukens en de gevangenis, links een grote kelder. Achter het slot waren de stallen gesitueerd.